# Патрик Карман
Патрик Карман (на английски: Patrick Carman) е американски писател на бестселъри в жанра фентъзи, научна фантастика и хорър.

## Биография и творчество
Патрик Карман е роден на 27 февруари 1966 г. в Сейлъм, Орегон, САЩ. Завършва икономика в университета „Уилмът“ в Сейлъм. След дипломирането си основава и в периода 1989 – 1998 г. работи в рекламна агенция в Портланд, Орегон. През 1999 г. продава агенцията и основава успешна технологична бизнес компания, която разработва дизайни на настолни игри, предоставя сайта „MyWebPal“ за публикуване на вестник онлайн, и прави радиопредавания. През 2003 г. продава компанията и се посвещава на писателската си кариера.
Започва да пише фентъзи вдъхновен от малките си дъщери Рийс и Сиера. След като не намира издател решава сам да публикува ръкописа си. През 2003 г. излиза първата му книга „The Dark Hills Divide“ от фентъзи поредицата „Земята на Елион“. Книгата бързо става бестселър и региона и веднага се намира издател, с който сключва договор. Следващите книги от поредицата също стават бестселъри.
През 2009 г. участва с романа „Черният кръг“ в поредицата бестселъри „39 ключа“.
В следващите си поредици „Скелетон Крийк“ и „Тракери“ комбинира книгите с уебигри и видеоприложения. Произведенията са преведени на над 20 езика по света.
Патрик Карман живее със семейството си в Уола Уола, щат Вашингтон.

## Произведения

### Самостоятелни романи
- Thirteen Days to Midnight (2010)

### Серия „Земята на Елион“ (Land of Elyon)
1. The Dark Hills Divide (2003)
2. Beyond the Valley of Thorns (2005)
3. The Tenth City (2006)
4. Stargazer (2008)
5. Into The Mist (2007)

### Серия „Атертън“ (Atherton)
1. The House of Power (2007)
2. Rivers of Fire (2008)
3. The Dark Planet (2009)

### Серия „Паркът на Елиът“ (Elliot's Park)
1. Saving Mister Nibbles (2008)
2. Haunted Hike (2008)
3. Walnut Cup (2009)

### Серия „Скелетон Крийк“ (Skeleton Creek)
хибридна поредица
1. Skeleton Creek (2009)
2. Ghost In The Machine (2009)
3. The Crossbones (2010)
4. The Raven (2011)
5. Phantom Room (2014)
6. Skeleton Creek is Real (2014)

### Серия „Тракери“ (Trackers)
1. Trackers (2010)
2. Shantorian (2011)

### Серия „Тъмния рай“ (Dark Eden)
1. Dark Eden (2011)
2. Eve of Destruction (2012)
3. Phantom File (2012)

### Серия „Етажи“ (Floors)
1. Floors (2011)
2. 3 Below (2012)
3. The Field of Wacky Inventions (2013)

### Серия „Пулс“ (Pulse)
1. Pulse (2013)
2. Tremor (2014)
3. Quake (2015)

### Серия „Физполис“ (Fizzopolis)
1. The Trouble with Fuzzwonker Fizz (2016)

### Участие в общи серии с други писатели

#### Серия „39 ключа“ (39 Clues)
5. The Black Circle (2009) 
Черният кръг, изд.: „Егмонт България“, София (2009), прев. Емилия Масларова
от серията има още 9 романа от различни автори

#### Серия „Четящите момчета“ (Guys Read)
- Ghost Vision Glasses (2011)

от серията има още 6 романа от различни автори

#### Серия „Пътешественици“ (Voyagers)
3. Omega Rising (2016)
от серията има още 2 романа от различни автори

### Екранизации
- 2011 Bar Karma – ТВ сериал, 3 епизода
- 2011 Patrick Carman's 3:15 Stories – ТВ сериал, 9 епизода